# Theridion sciaphilum
Theridion sciaphilum là một loài nhện trong họ Theridiidae.
Loài này thuộc chi Theridion. Theridion sciaphilum được Pierre L. G. Benoit miêu tả năm 1977.